# RAINBOW-二舎六房の七人-
『RAINBOW -二舎六房の七人-』（レインボー にしゃろくぼうのしちにん）は、安部譲二原作・柿崎正澄作画による日本の漫画、またそれを原作としたテレビアニメである。

## 概要
『週刊ヤングサンデー』（小学館）2002年（51号）より連載開始。2008年7月31日の掲載誌休刊を経て、第四章より『ビッグコミックスピリッツ』（小学館）に移籍し2009年6月15日（29号）から2010年1月4日（5･6号）まで連載された。単行本は全22巻が刊行され、累計発行部数は330万部を超えている。第51回（2005年度）小学館漫画賞受賞。原作者の安部譲二は「愛と勇気の物語」と語り、安部自身の自叙伝ともいえる作品である。
2010年4月7日から9月29日まで、本作を原作としたテレビアニメが日本テレビほかにて放送された。

## 物語
昭和30年（1955年）、罪を犯し「湘南特別少年院」・二舎六房に堕ちた6人の男たちがいた。彼らは同房にいた年上の「アンチャン」の教えを胸に、出所後、望まないのに向かってくる少年院、世間に満ちた苦しみ、不条理などと向き合い、力強くそれぞれの人生を生きていく様を描く。

## 登場人物
声はテレビアニメ版 / 演は舞台版のキャスト。

### 二舎六房の七人
桜木 六郎太（さくらぎ ろくろうた）
声 - 小山力也 / 演 - 山本健史
通称「アンチャン」。通称の由来は「みんなのアンチャン」から。
米兵暴行傷害で入所。「二舎六房」の先輩。釈放目前であるが、ある理由で塀の中に封じ込められている。夢はボクシング世界チャンプになり、父親と5人の兄を亡くしながらも自分を育ててくれた母親へ親孝行をすること。現実に負け、目標も夢もなくした6人に「愛と勇気」を持って強く生きることを教えた。
脱走し、両想いだった看護婦の節子と共に暮らす。
第一章の終盤で佐々木の策略により石原に刃物で刺された末、佐々木が放った一言で米兵に射殺されてしまう。死後、遺体から検出された弾丸と彼の意思が6人に受け継がれた。後に、石原の進退を左右する程の秘密を握っていた事が明らかになる。
第四章で、入所理由が通っていたボクシングジムの先輩・迫田鉄に誘われ、米軍基地で賭け試合の帰りに報復に来た対戦相手の米兵を射殺した迫田の罪を自ら被ったためだったことが明かされる。その後、入所してきた迫田の真実を知るがそれでもなお迫田を信じ続けた結果、石原に目を付けられることになる。そして刑期が残りわずかとなった時、6人との運命的な出会いが、彼を待ち受けていた。
水上 真理雄（みなかみ まりお）
声 - 小栗旬 / 演 - 梅林亮太
通称「マリオ」。通称の由来は名前の「真理雄」から。
殺人未遂で入所。仲間のためなら誰であろうと体を張る鉄火肌な男で、悪く言えば短気、良く言えば兄貴分な性格。
6人の中で一番出所が遅かった。ある事情で右の拳を潰されたが、第二章終盤で治るか治らないかの大手術をし完治、以降はアンチャンの意志を受け継ぎ、ボクシング世界チャンピオンを目指す。成長するにつれアンチャンに似た雰囲気が見られる様になり、第三章以降は仲間たちが一瞬アンチャンと見間違えるほどの風格を漂わせるようになった。
第三章終盤で外国人詐欺グループの魔の手からかつての想い人だった節子を救った末に瀕死の重傷を負うが、自分の中で生き続けるアンチャンの言葉を心の支えにする中でヘイタイに救出され一命を取り留める。
第四章では、第三章終盤で負った傷は失明した左目以外はほぼ回復し、「アンチャンとの約束を果たす」ためキャベツとジミーのサポートを受けながらハワイでトレーニングに励む。
迫田と共に「アンチャンとの約束」を果たした後はアメリカに戻り、自らの幸せを手に入れるために悠々自適の旅に出た（他の5人とは異なり、マリオのみ明確な結末が描かれていない）。
前田 昇（まえだ のぼる）
声 - 朴璐美 / 演 - 長谷川友紀
通称「スッポン」。通称の由来は武器が自分の歯で噛み付いて離さない（スッポンみたいに）ところから。
多額窃盗累犯で入所。広島に投下された原爆により孤児となる。
家庭環境には恵まれていなかった様子で、酒癖の悪い父親の家庭内暴力に悩まされていた。そうした境遇から孤児院で育ったジョーに同情し、ジョーにとって唯一の肉親である妹のメグが好色な里親のもとに引き取られる事になった窮状から救いたいジョーの思いを理解して彼の脱走に協力するなど仲間思いな性格。
背が低く、頭部に10円ハゲがある。口が上手い根っからの商売人で、大金持ちになる夢を持つ。普段はキャベツやバレモトとつるんでおり、特にバレモトとは家族ぐるみの付き合いに至っている。
出所後は闇屋から一分屋を経て、商売人としての才能を生かし金銭面を中心に仲間を支え続けた。第四章では自らの会社「前田金融」を興し、「アンチャンとの約束」を見届けた後は自社ビルを2棟所有するまでに成長し大金持ちになる夢を成し遂げつつある。
遠山 忠義（とおやま ただよし）
声 - 黒田崇矢 / 演 - 日ノ西賢一
通称「ヘイタイ」。通称の由来は「兵隊」になるという夢から。
暴力行為・不法監禁で入所。怒らせると怖い任侠気質の風貌を持つ硬派の大男。「兵隊」になるという明確な夢を持っている。服役中に自衛隊入隊希望届を出し、自衛隊に入隊という形で一番早く出所した。右目と額に切り傷がある。母子家庭であり、「父親は軍人である」と母親に言われて育てられた。
後にジョーの妹・メグと相思相愛になり結婚するが、第三章終盤で節子と瀕死の重傷を負ったマリオを追って米軍基地へ駆けつけたが、現場が燃えている所を警察官に捕らえられ放火犯と誤認されてしまう。その結果、マリオを助けるために外国人詐欺グループの罪を一人で被り刑務所に服役し、自衛隊を除隊となる。
第四章ではバレモトの尽力もあって刑務所から出所し、「有藤組」を襲撃された復讐心で我を忘れた迫田を身体を張って止め、アンチャンの墓前に連れて行き彼の死を伝える。
「アンチャンとの約束」を見届けた後はスッポンの紹介を経て特別少年院の看守の職に就き、看守の立場から受刑者たちの心の支えになる存在として尽力している。一方で、私生活ではメグが子を身籠るなど、ささやかな幸せを得る。
野本 龍次（のもと りゅうじ）
声 - 藤原啓治、西墻由香（幼少） / 演 - 古川貴生
通称「バレモト」。通称の由来は座右の銘？である「「バレ」て「モト」モト」から。
詐欺横領・置き引きで入所。父親が満州で戦死し終戦後の混乱が原因で人間不信に陥ったが、仲間や他人のおかげで救われる。
いつもずり落ちそうな眼鏡をかけており、童貞なのを気にしている。スッポンとは非常に仲が良く、家族ぐるみの付き合いをしている。紆余曲折あって検事（後に弁護士）の高田に師事し、自身も夜学に通いながら弁護士を目指す事になる。母親と彼に良く似た2人の弟（「達夫」と「和夫」）がいる。
第四章では外国人詐欺グループの罪を一人で被ったヘイタイの罪状を軽くするために奔走し、迫田に「アンチャンとの約束を果たしてもらう」ため様々な絵図を打ったり高田の右腕として活躍し一目置かれているなど頭の回転は磨かれているが、司法試験にはまだ合格しておらず8度目の受験を控えている。
横須賀 丈（よこすか じょう）
声 - 羽染達也、柴井伶太（幼少） / 演 - 諏訪田寛幸
通称「ジョー」。通称の由来は名前の「丈」から。
暴行傷害・不純異性交遊で入所。目元に泣きぼくろがある、金髪碧眼の風貌を持つ二枚目の混血児。幼少時に母親の手で妹と共に混血児のための孤児院の門前に置き去りにされそこで育つが、優れた容貌のせいで女性院長（声 - 藤田淑子）に目をつけられて性的虐待を受ける。入所後に妹が養父に引き取られ、長らくお互いの行方を知らないまま離れ離れだったが、後に再会。ヘイタイとメグの相思相愛を知って以来、ヘイタイを見守る様になる。
歌手になりたいという夢があり、バンドのボーヤをしていた。第四章では酒場などを回る歌手として生計を立てており、無頼の日々を送る迫田に対し「アンチャンとの約束を果たしてもらう」ために救いの手を差し延べた。
「アンチャンとの約束」を見届けた後はついに歌手として大成し夢を成し遂げ、ファンの追っかけが現れるほど有名になっている。
松浦 万作（まつうら まんさく）
声 - 脇知弘 / 演 - 吉谷光太郎
通称「キャベツ」。通称の由来は右肩の岩牡丹の刺青がキャベツに見えることから。
暴行傷害・飲酒等不良行為で入所。頭の回転が鈍い、優しすぎる大食いの怪力男。
他の仲間に比べなかなか道が定まらなかったが、有藤の紹介でプロレスラーに活路を見出す。
第四章ではハワイでジミーと共に再起を図るマリオのサポートに尽力しており、他の4人とは国際電話で連絡を取っている。
「アンチャンとの約束」を見届けた後はアメリカに戻りプロレスラー「マンモス松浦」として活躍を続け、ルリ子と結婚した。

### 仲間
小池（則松） 節子（こいけ（のりまつ） せつこ）
声 - 貫地谷しほり
看護婦。塀の中から脱出したメンバーを匿った。また、アンチャンの恋人でもあった。後にマリオに想いを寄せられて一度は受け入れるが、直後に彼の元を去る。則松康郎と結婚し、長男の拓郎をもうけた。
外国人詐欺グループの紆余曲折を経て、第四章では母子家庭で苦しいながらも東田病院の看護婦として充実した生活を送っている。
リリィ
声 - 山像かおり
米軍基地に出入りする娼婦（いわゆるパンパン）。地位の高い将校の愛人であり、その立場を活かして7人の窮地に便宜を図ってやった。米軍将校の引き揚げの際にヘソクリも奪われてしまい、一度は全てを失う。杉さんの家で住み込みで家事手伝いをした後で自分の店を持ち、以後は6人とメグの姉的存在として大きな支えになる。
横須賀 メグ（よこすか メグ）
声 - 豊口めぐみ / 荒井ひな（幼少）
ジョーの妹。孤児院に入った当初は母と再会出来る事を願っていたが、ジョーが二舎六房に入所中の12歳の時、孤児院の女性院長の手引きで好色な養父に引き取られる。1942年7月7日生まれ。
養父にもらわれそうになった際、少年院を脱走してきた兄のジョーが助けに来るが、兄の立場や自らの境遇を理解しており、ジョーに対し「(自分達兄妹のような)身寄りのない人間は誰かに利用されなければ生きていけない」と言い、あえて養父と暮らす事を選ぶなど12歳ながらしっかりした性格。
養父に性的虐待を受け続け、15歳のとき逃げ出して場末のキャバレーなどで働いていた。現在はリリィの店の手伝いをしている。後にヘイタイと相思相愛になり、結婚する。
後にヘイタイが外国人詐欺グループの罪を一人で被り刑務所に服役することになった時も全く動揺は見せず、ヘイタイを信頼し続け、「アンチャンとの約束」を見届けた後はヘイタイの子を妊娠し、ささやかな幸せを得る。
ルリ子
第三章以降に登場。ハワイ出身の日系三世。日本に花嫁修業で留学に来ている。スッポンの下でバイクを止める際の足役として働くことになった。後にマリオに想いを寄せる様になるが、マリオの中に残る節子への想いを感じ取り自ら身を引いた。その後、第四章終盤でキャベツと結婚した。
岩崎（いわさき）
第二章以降に登場。自衛隊員でヘイタイの後輩。盗みをした際に少年院に入るのを避けるために自衛隊地方連絡に就職斡旋されて自衛隊に入った。元々は泳げなかったが狩野川台風の救助活動においてヘイタイと任務を共にし、自身の弱さと泳ぎの苦手を克服した。その後も、服役中のヘイタイに代わりマリオのアメリカ出発の見送りや「アンチャンとの約束」にも姿を見せている。

### 特少関係者
石原（いしはら）
声 - 石井康嗣 / 演 - 松木賢三
第一章・第二章・第四章に登場。「湘南特別少年院」の看守。
傲慢かつ残忍な性格の人物で、7人に対し「虫ケラ」呼ばわりをするほか、理不尽な暴力を振るう。
ある事件の真相をアンチャンに知られているため佐々木と手を組み、あらゆる手段を使ってでもアンチャンの出所を阻止しようと企てて、最終的に同僚の熊谷とアンチャンを死に追いやってしまう。
ヒロポン中毒者で、アンチャンと対峙するうちに徐々にその常習性は進行し精神も不安定になった結果、第二章ではアンチャンとマリオの区別も付かないほど心身共に衰えてしまい、そのまま廃人になってしまった。
佐々木 義助（ささき ぎすけ）
声 - 土師孝也 / 演 - 田倉伸紘
第一章・第二章・第四章に登場。同院の嘱託医師。自らが引き起こしたある事件の真相と証拠をアンチャンに知られ、隠匿して闇に葬ろうと石原同様彼を虐待する。同性愛者であり、収監されている少年たちを夜な夜な自室に連れ込んで犯していた。
病院を抵当にかけて借金をして市長選挙に立候補。市長選挙では最有力候補として当選が確実視されたが、6人の策略により演説会でスキャンダルを暴露されて落選した。
熊谷（くまがい）
声 - 青木強 / 演 - 内藤悠一
第一章に登場。同院の看守で、石原と異なり7人に同情的な温厚な人物であり、7人からも「熊谷先生」と呼ばれ信頼されている。佐々木と石原の目を盗んで内密に7人を支援していたが、その行動は石原に知られる事になり、表向きは事故扱いと処理される形で殺害されてしまう。
荻野 栄一（はぎの えいいち）
声 - 喜安浩平 / 演 - 加藤巨樹
第一章に登場。強盗罪で湘南特少に入所。
佐々木に慰み者にされた上にそれと引き換えに刑期を短縮する約束も反故にされ、絶望する。アンチャンに事件の真相と証拠を託し、1954年に自殺した。

### ヤクザ関係
有藤（ありとう）
声 - てらそままさき
第二章以降に登場。暴力団「福本組」の若頭で、左の頬に派手な刀傷がある。なかなか道が定まらず一度はヤクザの世界に身を置いたキャベツを「ヤクザには向かない優しすぎる男」と見て、最終的にキャベツをプロレス団体に紹介した。
第四章では独立し、自分の組「有藤組」を興しており無頼の日々を送る迫田を保護していたが、最終的に迫田を「カタギの世界で生きろ」と諭して破門に処した。
田中（たなか）
声 - 古谷徹
第二章以降に登場。有藤の部下で、人相が悪いヤクザの一人。キャベツの元教育係で、昔はプロボクサーを目指していた。キャベツに命を助けられたため恩義を感じてからはカタギとして生きる6人の兄的存在になる。
第四章では有藤に従い「有藤組」に移籍するが、迫田の傍若無人ぶりに悩まされながらも彼の尻拭いをする一方で、普段の態度からは想像も付かない姿でリリィに求婚するなどの一面も見せる。
迫田 鉄（さこた てつ）
第四章より登場。アンチャンが通っていたボクシングジムの先輩で、日本ランカーの実力を持つ。しかしその性格は粗暴かつ過激で、暴行・傷害・殺人などあらゆる悪事に手を染めている上、自分を信じるアンチャンも利用するほど狡猾であり、「悪のフルコース」と揶揄されている。アンチャンの入所後に自身も特少に入所するが余罪が次々と明らかになり刑務所送りが決定したことを知ると護送中の刑務官を殴打して脱走し、行方を眩ます。
しかし心の奥底には、自分を心から慕うアンチャンに対して贖罪と憧れの想いを秘めている。
その後は、見境無く喧嘩を売る無頼の日々を送り「有藤組」に転がり込んでいたが、後に自身の行為が原因で組に被害が及ぶことになり窮地に陥るもジョーたち4人と田中に救われた末、有藤に諭されて再びプロボクサーの道を歩む。
プロボクサーに戻ってからは努力を積み重ねて年齢の壁を乗り越え、日本ランカーの実力も取り戻し8連勝を達成する。マリオと共に「アンチャンとの約束」を果たした後はアンチャンの母親に借金を返済し、アンチャンとマリオの夢を自分が受け継ぐ決意を固めた。

### 外国人詐欺グループ
全人物とも、第三章後半に登場。
アントニオ・カナーリ
イタリー系アメリカ人で、詐欺グループのボス。則松夫妻に対しては、オレゴン州農業委員会長のチャールズ・ブランデージという偽名を名乗っていた。
ハリー・ホワイトマン
ユダヤ系アメリカ人。コロンビア大学を卒業したエリートだが、アメリカで何件も詐欺で立件されたため逃げるように出国。その後は日本で詐欺で荒稼ぎをしている。
ボブ・エスピノサ
セブ島出身のフィリピン人。麻薬や銃の密売から女の売買まで犯罪行為に手を染めている。
ジョン・ハットン
元プロレスラー。野次をした客を半殺しにしたためにアメリカプロレス界を追放された。日本に来てからは用心棒をしている。
クリス・ダ・シルバ
ラテン系でパスポートの国籍はブラジル。ナイフの使い手。マフィアの使い走りだったが仲間を売ったため、日本に逃げてきた。
ヴェラ・ウイリアムス
自分の体を商売道具と割り切って薬を使い男を篭絡する白人の金髪女。

### その他関係者
高田（たかだ）
声 - 柴田秀勝
第二章・第三章に登場。検事で、決して悪を許さず口をへの字に曲げた頑固一徹を顔に書いた人物で、検事としてマリオの傷害事件を略式処分にした。バレモトの父親とは戦友であり、マリオの事件が縁でバレモトの法律の師匠となる。後に弁護士に転身し、弁護士としてメグの里親である前畑の児童福祉法違反告発に尽力した。
ジェフリー
声 - ブライアン・バートンルイス
第一章・第二章に登場。ボクシングが売りの米兵。マリオと勝負し、彼の才能に惚れ込む。
早川（はやかわ）
声 - 納谷六朗
第二章に登場。マリオがバーテンダーとして働いていたバーのマスター。
吉田 淳子（よしだ じゅんこ）
声 - 桑島法子
マリオと知り合いの女性。
渡辺 絵里子（わたなべ えりこ）
声 - 川上麻衣子
第二章に登場。バレモトが惚れ込んでいる女郎屋の娼婦。エリと呼ばれており、借金を抱えている。
山内 菜緒子（やまうち なおこ）
声 - 小山茉美
新興芸能プロダクションを経営している。バッグには福本組がいる。
川又（かわまた）
声 - 古澤徹
第二章に登場。ジョーの歌の指導をしている先生。ジョーをスカウトした芸能プロの紹介で、ジョーと知り合った。
杉（すぎ）さん
声 - 滝口順平
第二章に登場。金利1割で金を貸す「一分屋」を営む老人。体中に刃物の傷がある。スッポンに商売の厳しさを叩き込んだ。大きな家に住んでいる。妻に先立たれているが、戦場で戦死報告となった息子たちがいる。
前畑 伸之輔（まえはた しんのすけ）
第一章・第三章に登場。1904年生まれ。不動産業を営む地主。孤児院の院長とグルで、自分の夜の相手をさせるために12歳のメグの里親となり、メグを凌辱し続けた。後に逃げ出したメグを追う。また16人の児童を人身売買を行っていた。
一度は金で雇った用心棒3人を使い6人とメグを窮地に追い込むが、6人のリターンマッチにより用心棒3人共々返り討ちに遭う。最後は児童福祉法違反で起訴されて裁判で執行猶予付きの有罪判決を受ける。しかし、罪状と比較して下された判決があまりにも軽いものだったことから世論の激しい非難を浴びることになり、用心棒3人にも見放された上に余罪追及の末、再逮捕され全てを失った。
ジミー・ブラウン
声 - 内海賢二
第二章以降に登場。マリオのトレーナーで、日本語が喋れる。ジェフリーとは知り合いであり、米軍基地にいることもある。
則松 康郎（のりまつ やすろう）
声 - 川島得愛
第二章・第三章に登場。レストラン経営者で品行方正な紳士。節子と結婚し一児の父親となり幸せな生活を送っていたが、ある人物の策略によって翻弄されることに…。
東田（ひがしだ）
声 - 石塚運昇
第二章以降に登場。東田医院の医師。ジミーの紹介で6人と出会い、マリオの右手を治した。堅物な性格だが、その後も6人のために尽力し、彼らから信頼されている。第四章では外国人詐欺グループから救出された節子を看護婦として雇用し、彼女にも尽力している。
木暮 義隆
声 - 吉野裕行

## 舞台
- 第一章は昭和30～31年、第二章は昭和32～33年、第三章は昭和35～39年、第四章は昭和28～30年及び昭和39～43年を舞台にしている。
- なお、東京・湘南が舞台の中心となっている。

## 単行本
単行本の表紙は、20巻までは二舎六房の7人が交代で登場する。そのローテーションは、マリオ→アンチャン→スッポン→ヘイタイ→バレモト→ジョー→キャベツ→マリオとなっている（ただし、21巻はアンチャン、完結となる22巻はマリオが表紙を飾っている）。サブタイトルはアルファベット順に洋楽タイトルからとられている。
1. ISBN 4-09-153031-1　2003年4月5日初版発行　CRIME 1. - CRIME 9.
2. ISBN 4-09-153032-X　2003年7月5日初版発行　CRIME 10. - CRIME 20.
3. ISBN 4-09-153033-8　2003年10月4日初版発行　CRIME 21. - CRIME 31.
4. ISBN 4-09-153034-6　2003年12月5日初版発行　CRIME 32. - CRIME 42.
5. ISBN 4-09-153035-4　2004年4月5日初版発行　CRIME 43. - CRIME 52.
6. ISBN 4-09-153036-2　2004年7月5日初版発行　CRIME 53. - CRIME 62.
7. ISBN 4-09-153037-0　2004年10月5日初版発行　CRIME 63. - CRIME 73.
8. ISBN 4-09-153038-9　2004年12月27日初版発行　CRIME 74. - CRIME 84.
9. ISBN 4-09-153039-7　2005年4月5日初版発行　CRIME 85. - CRIME 95.
10. ISBN 4-09-153040-0　2005年7月5日初版発行　CRIME 96. - CRIME 106.
11. ISBN 4-09-153291-8　2005年11月4日初版発行　CRIME 107. - CRIME 117.
12. ISBN 4-09-151047-7　2006年2月3日初版発行　CRIME 118. - CRIME 127.
13. ISBN 4-09-151080-9　2006年5月2日初版発行　CRIME 128. - CRIME 138.
14. ISBN 4-09-151108-2　2006年8月4日初版発行　CRIME 139. - CRIME 149.
15. ISBN 4-09-151134-1　2006年11月2日初版発行　CRIME 150. - CRIME 160.
16. ISBN 978-4-09-151169-0 2007年3月5日初版発行  CRIME 161. - CRIME 171.
17. ISBN 978-4-09-151204-8 2007年6月5日初版発行  CRIME 172. - CRIME 182.
18. ISBN 978-4-09-151226-0 2007年9月5日初版発行  CRIME 183. - CRIME 193.
19. ISBN 978-4-09-151257-4 2007年12月28日 初版発行  CRIME 194. - CRIME 204.
20. ISBN 4091513263 2008年5月2日 初版発行   CRIME 205. - CRIME 215.
21. ISBN 4091514774 2009年12月26日 初版発行   CRIME 216. - CRIME 224.
22. ISBN 978-4-09-151493-6 2010年2月27日 初版発行   CRIME 225. - CRIME 235.（完結）

## 舞台版
2007年2月、アクサルの第7回公演として舞台化された。脚本・演出は吉谷光太郎が担当している。
【公演日程】
- 2007年2月6日 - 2月12日、大阪・シアターぷらっつ江坂
- 2007年2月20日 - 2月26日、東京・シアター代官山

【主題歌】
- 「青い空の忘れ物～RAINBOWバージョン～」歌 - コス∞モス

【キャスト】
主なキャストは#登場人物を参照。他に田中照人が演じるオリジナルキャラクターが登場する。

## テレビアニメ版
2010年4月7日から9月29日まで、日本テレビほかにて放送された。全26話。ナレーションは林原めぐみだが、独白など一部のナレーションは各キャラクターを演じる声優が担当している。
毎回、番組冒頭に過激なシーンについての断り文を表示してから放送する。
Cパートは、佐武宇綺が日本テレビのアニメや映画の紹介をする「さたけWUKIペディア」のコーナーになっている。

### スタッフ
- 原作 - 安部譲二、柿崎正澄（小学館ヤングサンデーコミックス刊）[5]
- 監督 - 神志那弘志[5]
- シリーズ構成 - 高屋敷英夫[5]
- キャラクターデザイン - 菊池愛[5]
- 総作画監督 - 菊池愛[5]、高橋美香[5]
- 美術監督 - 清水友幸[5]
- 撮影監督 - 増元由紀大[5]
- 色彩設計 - 堀川佳典[5]
- 編集 - 寺内聡[5]
- 音楽 - 髙見優
- 音響監督 - 三間雅文[5]
- プロデューサー - 中谷敏夫、田村学
- アニメーション制作 - マッドハウス[5]
- 企画制作 - 日本テレビ
- 製作著作 - バップ

### 主題歌
オープニングテーマ「We're not alone」
歌 - coldrain （Vap）
エンディングテーマ「A FAR-OFF DISTANCE」
歌 - GALNERYUS （Vap）

### 各話リスト
| 話数     | サブタイトル        | 脚本             | 絵コンテ        | 演出              | 作画監督          | 放送日        |
| -------- | ------------------- | ---------------- | --------------- | ----------------- | ----------------- | ------------- |
| CRIME 1  | After the rain      | 高屋敷英夫       | 神志那弘志      | 倉田綾子          | 菊池愛            | 2010年 4月7日 |
| CRIME 2  | Fugitive            | 高屋敷英夫       | 島津裕行        | 米田和博          | 高橋美香          | 4月14日       |
| CRIME 3  | Distrust            | 広田光毅         | 中山正恵        | 細田雅弘 田中智也 | 小山知洋 山崎展義 | 4月21日       |
| CRIME 4  | Dissolve            | 広田光毅         | 倉田綾子        | 倉田綾子          | 石井舞            | 4月28日       |
| CRIME 5  | Someday…            | 高屋敷英夫       | 吉川博明        | 平尾みほ          | 山中正博          | 5月5日        |
| CRIME 6  | Truth               | 広田光毅         | 島津裕行        | 禹勝旭            | 李炫姃            | 5月12日       |
| CRIME 7  | Determination       | 高屋敷英夫       | 矢嶋哲生        | 矢嶋哲生          | 嶋津郁雄          | 5月19日       |
| CRIME 8  | Freedom             | ふでやすかずゆき | 吉川博明        | 米田和博          | 朝来昭子          | 5月26日       |
| CRIME 9  | Lament              | 広田光毅         | 倉田綾子        | 倉田綾子          | 石井舞 平山貴章   | 6月2日        |
| CRIME 10 | Vengeance           | 高屋敷英夫       | 福田道生        | 細田雅弘 田中智也 | 小山知洋          | 6月9日        |
| CRIME 11 | Showdown            | ふでやすかずゆき | 吉川博明        | 禹勝旭            | 李炫姃            | 6月16日       |
| CRIME 12 | Promise             | 広田光毅         | 島津裕行        | 平尾みほ          | 山中正博          | 6月23日       |
| CRIME 13 | Recollect（総集編） | 高屋敷英夫       | 神志那弘志      | 神志那弘志        | 菊池愛 高橋美香   | 6月30日       |
| CRIME 14 | Revenge             | 高屋敷英夫       | 矢嶋哲生        | 矢嶋哲生          | 嶋津郁雄          | 7月7日        |
| CRIME 15 | Annoyance           | 高屋敷英夫       | 笹木信作        | 米田和博          | 朝来昭子 高橋美香 | 7月14日       |
| CRIME 16 | Hidden              | 広田光毅         | 吉川博明 許平康 | 禹勝旭            | 李炫姃            | 7月21日       |
| CRIME 17 | Parting             | 高屋敷英夫       | 福田道生        | 倉田綾子          | 石井舞            | 7月28日       |
| CRIME 18 | Unbreakable         | 広田光毅         | 中山正恵        | 細田雅弘 田中智也 | 小山知洋 山崎展義 | 8月4日        |
| CRIME 19 | Reunion             | 広田光毅         | 島津裕行        | 許平康            | 山中正博          | 8月11日       |
| CRIME 20 | Vocation            | 高屋敷英夫       | 矢嶋哲生        | 矢嶋哲生          | 山口真未          | 8月18日       |
| CRIME 21 | Blinded             | 高屋敷英夫       | 島津裕行        | 米田和博          | 朝来昭子          | 8月25日       |
| CRIME 22 | Emergence           | 高屋敷英夫       | 倉田綾子        | 倉田綾子          | 石井舞            | 9月1日        |
| CRIME 23 | Chance              | 広田光毅         | 山城智恵        | 山城智恵          | 山中正博          | 9月8日        |
| CRIME 24 | Desperate           | 広田光毅         | 福田道生        | 禹勝旭            | 李炫姃            | 9月15日       |
| CRIME 25 | Independence        | 広田光毅         | 笹木信作        | 禹勝旭            | 張吉容 金東俊     | 9月22日       |
| CRIME 26 | Over the rainbow    | 高屋敷英夫       | 神志那弘志      | 許平康            | 李炫姃            | 9月29日       |

### 放送局
| 放送地域   | 放送局             | 放送期間                 | 放送日時                                                  | 備考                                                                  |
| ---------- | ------------------ | ------------------------ | --------------------------------------------------------- | --------------------------------------------------------------------- |
| 日本全域   | バンダイチャンネル | 2010年4月2日 - 10月1日   | 金曜 12:00 更新                                           | インターネット配信 最新話1週間限定無料 2話以降は日本テレビから3日遅れ |
| 関東広域圏 | 日本テレビ         | 2010年4月7日 - 9月29日   | 水曜 0:59 - 1:29（火曜深夜）                              | 制作局                                                                |
| 中京広域圏 | 中京テレビ         | 2010年4月17日 - 10月9日  | 土曜 2:59 - 3:29（金曜深夜）                              |                                                                       |
| 北海道     | 札幌テレビ         | 2010年5月27日 - 11月18日 | 木曜 1:34 - 2:04（水曜深夜）                              |                                                                       |
| 近畿広域圏 | 読売テレビ         | 2010年6月29日 - 12月21日 | 火曜 2:16 - 2:46（月曜深夜） 火曜 2:47 - 3:17（月曜深夜） | 「MONDAY PARK」第3部                                                  |

同枠では初めて、バンダイチャンネルでの放送連動配信がスタートしている。
| 日本テレビ 水曜 0:59 - 1:29（火曜深夜） | 日本テレビ 水曜 0:59 - 1:29（火曜深夜） | 日本テレビ 水曜 0:59 - 1:29（火曜深夜） |
| 前番組                                  | 番組名                                  | 次番組                                  |
| --------------------------------------- | --------------------------------------- | --------------------------------------- |
| 君に届け                                | RAINBOW-二舎六房の七人-                 | 君に届け (2話連続再放送) ※0:59 - 1:59   |

### ソフト情報
CD
- RAINBOW 二舎六房の七人 オリジナル・サウンドトラック（2010年7月23日発売、バップ、規格品番 VPCG-84904）

DVD
- RAINBOW 二舎六房の七人 VOL.1（2010年8月25日発売、バップ、規格品番 VPBY-13460）
- RAINBOW 二舎六房の七人 VOL.2（2010年10月27日発売、バップ、規格品番 VPBY-13461）
- RAINBOW 二舎六房の七人 VOL.3（2010年12月22日発売、バップ、規格品番 VPBY-13462）
- RAINBOW 二舎六房の七人 VOL.4（2011年3月18日発売、バップ、規格品番 VPBY-13463）